# Osman Abbas
Osman Abbas o Osman Abas fou un amir de Tamerlà, posat des de 1380 al servei de Miran Xah al Khurasan, participant en servei d'aquest a diverses campanyes de Tamerlà.
Quan el 1380 Tamerlà va nomenar virrei o governador del Khurasan al seu fill Miran Shah va designar com amirs ajudants a Osman Abbas, Jahanghin Barles (germà d'Hajji Barles), Hajji Saif al-Din Barles, Ak Bugha, Kumar o Komari Inak (germà de Temuke Bahadur), Taban Bahadur, Urur Bugha (germà de Sar Bugha), Pir Husayn Barles, Hamza Taychi'ut (fill de Musa Taychi'ut). Muhammad Qazaghan, Sarik Etek, Muzaffar (fill de Utx Kara Bahadur) i altres amirs amb 50 companyies de cavalleria.
En la campanya de Kiptxak de 1389, l'avantguarda fou posada sota comandament de Timur Kutluq (fill d'Urus Khan i enemic de Toktamish), Sevinjik Bahadur i Osman Bahadur. Van buscar a l'enemic i en van trobar algun grup dispers al que van atacar i van matar alguns però bona part es va salvar creuant el riu Artsh, afluent del Sihun.
A la campanya de Mogolistan del 1390, Timur va enviar un contingent d'uns vint mil soldats dirigits per Sulayman Xah, Kudadad Husayni, Shams al-Din Abas i el seu germà Osman Abas. Van passar el Sihun a Taixkent; es van dirigir cap a Issyghel on van trobar a l'emir Malik Apardi amb el seu fill Bekek Apardi i als amirs turcmans Badir i Sadir que amb cinc mil homes venien d'Andijan enviats per Umar Xaikh que se’ls van unir. Junts van arribar a les muntanyes Geuktopa on es van informar d'on estaven els enemics. Van anar a Arjatu on van trobar un grup del qual una part fou mort i la resta presoners. Van seguir de manera similar per les diverses províncies dels jats i van arribar fins més enllà d'Almaligh travessant nadant el riu Abyle i van arribar a Karatal, on estava la horda d'Ankatura on van saber que l'avantguarda d' Olajia Bugha Mutxel Katxi havia trobat a Kamar al-Din Khan en un camp de cacera, s'hi havia enfrontat i la major part dels homes dels dos costats havien resultat morts; es van enviar alguns emirs per obtenir informació del que havia passat i quan van arribar al lloc van trobar molts morts per terra, i un guerrer de la Horda de Malangu que encara era viu i havia sobreviscut menjant nomes herbes durant 40 dies. Fou portat al campament i va revelar que al final de la batalla els homes de Timur havien acabat fugint i que Kamar al-Din havia marxat cap a Itxna Boutxna. Cap allà es van dirigir els amirs, i van arribar a Uker Keptadgi on van deixar l'equipament i van seguir depresa fins a l'Irtish. Alli van saber que Kamar al-Din ja havia passat cap a un bosc proper a Taulas. Van restar uns dies a la zona passant el riu només per gravar els noms i armes en alguns pins de l'altre costat del riu per acreditar pel futur que la gent de Timur havia arribat fins allí, però com que feia sis mesos que havien marxat i no tenien provisions i havien de viure de la cacera i començava a venir el fred, van decidir retornar. Van retornar per Altun Kaurke, passant pel costat d'un gran llac anomenat Etrak Gheul i després de molts dies de llargues marxes van arribar a Samarcanda.
El 1393 en la campanya de Pèrsia contra els muzaffàrides, fou enviat al Kirman i fou l'amir que va dirigir el saqueig dels bens del muzaffàrida Sultan Ahmad. En la campanya del mateix any Osman Abbas fou ferit en un combat, probablement a Tikrit o rodalies, i va romandre a Bagdad convalescent rebent una pensió de mil dinars
El 1395 en la campanya del Caucas, estant Tamerlà prop del mont Elbrús, va rebre una denuncia des de Samarcanda contra l'amir Osman Abas i li va donar credit (tot i que segonbs Yazdi era infundada) i va ordenar la seva execució.